# 황주공군기지

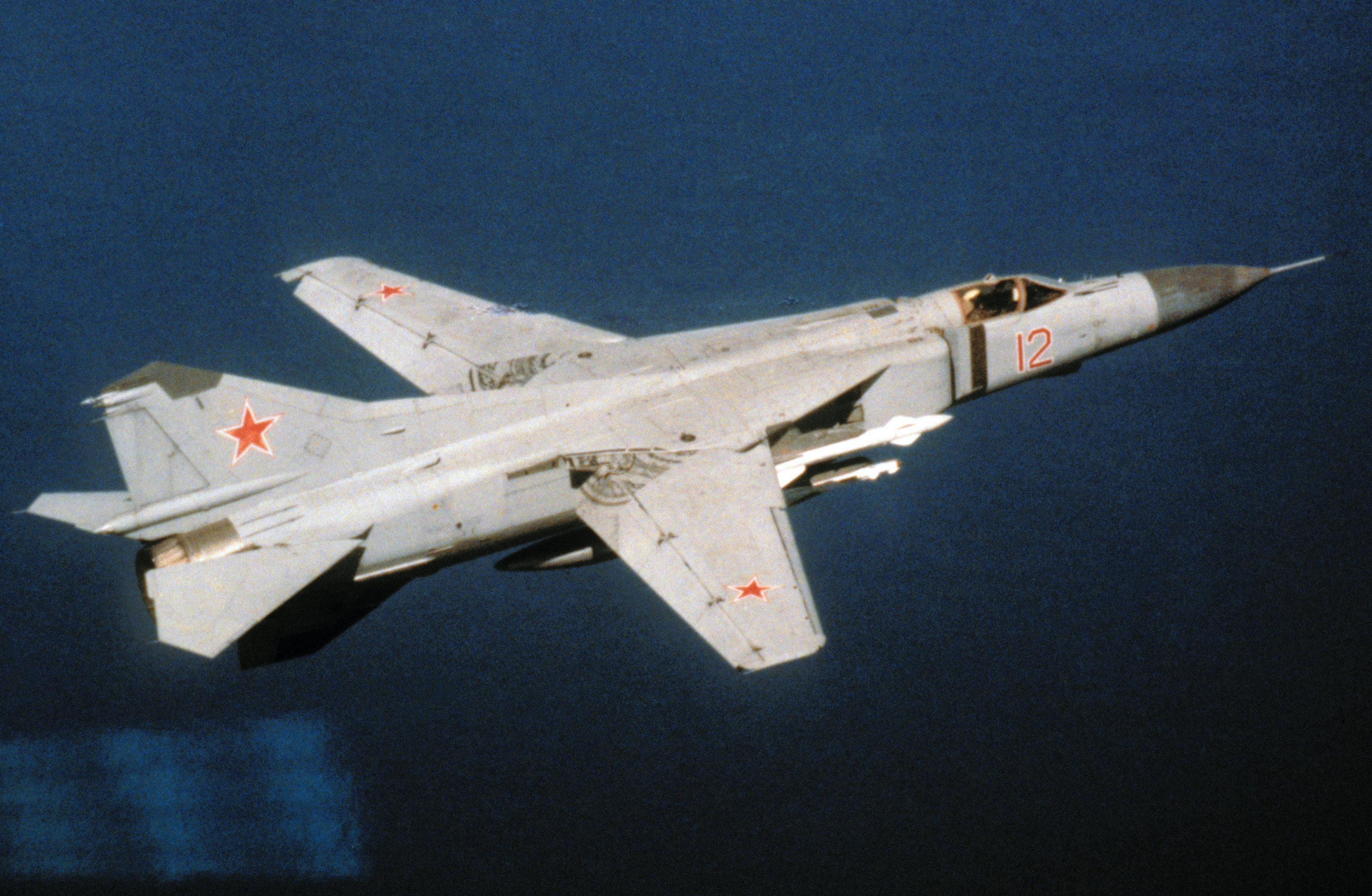
미그-23 전투기

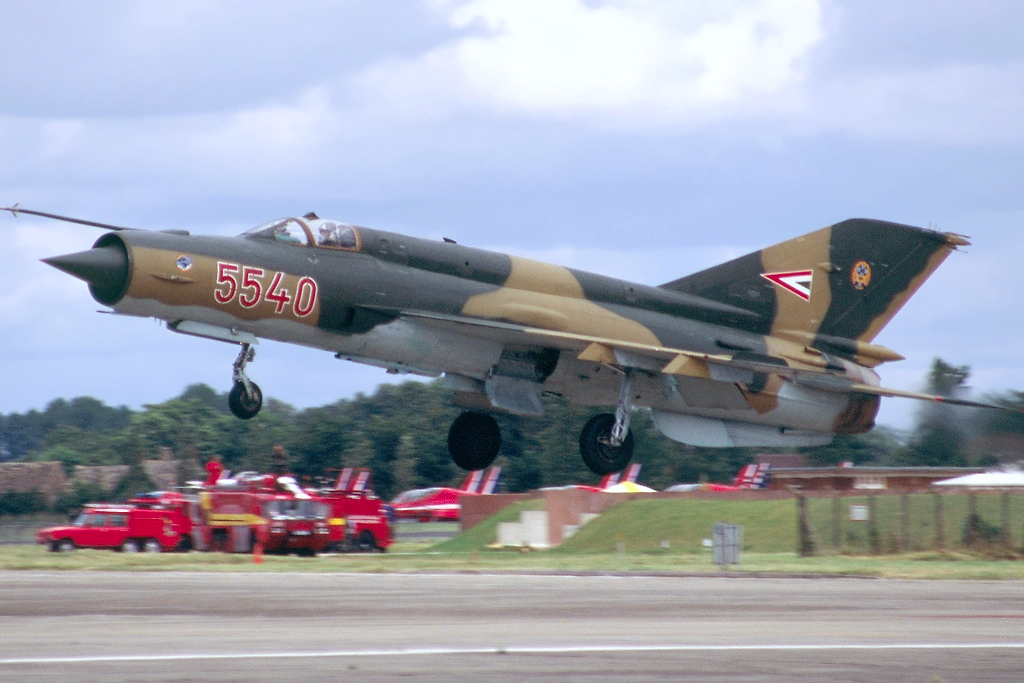
미그-21 전투기

황주공군기지(黃州空軍基地)는 북한 황해북도 황주군에 위치한 북한 공군의 기지이다.

## 역사
1996년 10월 22일, 황해도 황주기지 소속의 미그 21 전투기가 연료부족(추정)으로 추락했다. 황주기지는 워낙 최남단의 공군기지여서, 북한 조종사의 남한 귀순을 막기 위해, 비행을 마치고 기지에 착륙할 때 예비 연료가 거의 남지 않도록 한다.
1996년 12월 17일, 황주기지 소속의 미그 21 전투기가 이착륙훈련 도중 원인불명으로 추락했다.
2001년 9월 21일 오전 서해 최북단 백령도의 해병 흑룡부대에 대한 국정감사를 위해 국회 국방위원과 보좌진을 태운 육군 CH-47 치누크 헬기 2대가 백령도 인근 해상에 들어서자 북한 황해북도 황주공군기지에서 미그 전투기 2대가 긴급발진했다.
2005년 11월 11일 오후 1시 13분, 황주공군기지를 이륙한 미그-21 전투기 2대가 서해 백령도 서쪽 32마일 지점의 북방한계선(NLL)을 직선으로 남하해 비행한 뒤 북한으로 돌아갔다. 당연히 KADIZ도 침범했다.
강원도 원주공군기지의 제8전투비행단 (대한민국)은 원산공군기지, 곡산공군기지, 황주공군기지 등 북한의 주요 공군기지로부터 전투기로 10분 이내 거리에 있어 언제든 '스크램블'(Scramble, 비상출격)을 할 태세를 갖춰야만 한다. 원주공군기지에서 북서쪽 230 km에 황주공군기지가 있다.
삭간몰 미사일 기지는 황주 미사일 기지라고도 불리는데, 조선 인민군 공군 1016부대가 주둔한 황주공군기지에서 5 km 떨어져 있다. 북한의 제일 남쪽에 배치된 스커드 미사일 기지이다. 미국의 북핵전문가는 유사시 최남단 스커드 기지인 삭간몰 미사일 기지의 스커드 핵미사일로 제1격의 선제핵공격을 시작할 것으로 보고 있다.
2008년 11월 30일, 북한 김정일 국방위원장이 북한 공군 제1016부대를 시찰했다. 김정은의 첫 공식 행보로 알려졌다.
2010년 11월 23일, 연평도 포격 사건이 발생했다. 포사격 직전인 23일 오후 평안남도 북창공군기지에서 이륙한 미그-23 전투기 5대가 전투초계비행 후 황해남도 황주공군기지에 전개해 대기 중이었다.
2011년 11월 25일, 연평도 포격 사건 1주년을 맞아, 김정일 위원장이 김정은을 데리고 황해도와 북방한계선(NLL)을 담당하는 제4군단 (조선민주주의인민공화국) 사령부를 시찰했다. 김정일의 제4군단 (조선민주주의인민공화국) 사령부 방문은 처음이다. 26일 조선 인민군 공군 1016부대를 시찰했다.
2015년 3월 9일, 북한 김정은 국방위원회 제1위원장이 전용기를 타고 오중흡7연대 칭호를 수여받은 조선인민군 항공 및 반항공군 제1016부대를 시찰했다.
2019년 1월 28일, 북한이 황주공군기지와 태탄공군기지에서 야간 비행훈련을 했다. 황주엔 주력인 미그-23과 미그-21이, 태탄에 미그-21과 공격헬기 등이 배치돼 있는데 서북도서 기습 타격 전력들이다. 70년대 구식 전투기여서 야간 이착륙 훈련은 자살과 다름없다. 야간 이착륙 훈련을 한다는 것은, 공군기지가 야간용 전자식 이착륙 지원장비가 설치되어 있다는 의미이고, 전투기도 또한 야간 전자식 이착륙 장비가 설치되었다는 의미일 수 있다. 만성적인 연료 부족으로 야간 비행훈련은 안하는 것이 북한 공군의 특징인데, 연료가 어디서 생겼다는 의미일 수 있다.

## 오중흡 7연대
오중흡 7연대는 1930년대 항일 빨치산 투쟁 당시 김일성의 지휘부를 사수했던 부대로, 당시 7연대 연대장 오중흡은 북한에서 '수령결사옹위정신'을 발휘한 대표적인 인물로 평가받고 있다. 김정일의 지시에 따라 1996년 '오중흡7연대 칭호 쟁취운동'이 시작됐다.
오중흡 7연대 칭호를 받고 있는 부대로는 항공저격여단인 제323부대, 공군 제1354부대, 황주공군기지의 공군 제1016부대, 순천공군기지의 공군 제1017부대, 131부대, 조선인민군 공군 제813 군부대 등이 있다.

## 같이 보기
- 황주 미사일 기지